# Kópasker
Kópasker est une localité islandaise de la municipalité de Norðurþing située au nord de l'île, dans la région de Norðurland eystra. En 2011, le village comptait 121 habitants.